# 中村菊男
中村 菊男（なかむら きくお、1919年11月11日 - 1977年5月17日）は、日本の政治学者、政治家。慶應義塾大学名誉教授。

## 来歴
三重県鳥羽町（現・鳥羽市）出身。慶應義塾大学予科時代に高畠基之門下である井原糺の薫陶を受け、1943年に慶大法学部を卒業。板倉卓造と米山桂三の推薦で助手となり、同時に文部省の特別研究生。1946年に助教授、1952年教授。
民主社会主義を唱え、1952年民主社会主義連盟の結成に参加。1955年左右社会党の統一に際しては右派代表として統一綱領を作成し、社会党右派が脱党して民主社会党を結成するとそのブレーン的存在となる。1958年にはワシントン大学のジャパン・セミナーで講師を務めた。

## 人物
- 父は初代鳥羽市長の中村幸吉であり[1]、葬儀に際して喪主を務めた[2]。
- 1946年の総選挙では社会党公認で郷里の三重県から立候補するが落選に終わっている[3]。

## 弟子
- 中村勝範
- 堀江湛
- 曽根泰教
- 塩田潮

## 著書
- 『政治学』世界書院 1948
- 『政治心理学』世界書院 1949
- 『日本近代化と福沢諭吉 日本憲政史上における福沢諭吉』改造社 1949
- 『易しく読める政治学講話』慶応出版社 1951
- 『民主社会主義の理論 政治心理学的考察』青山書院 1952
- 『ソ連外交の解剖 ソヴィエト認識の基礎知識』民主日本協会(民主日本文庫) 1953
- 『近代日本の法的形成 条約改正と法典編纂』有信堂 1956
- 『政治学教材』慶応通信 1957
- 『明治的人間像 星亨と近代日本政治』慶応通信 1957
- 『昭和政治史』慶応通信 1958
- 『伊藤博文』(三代宰相列伝)時事通信社 1958。新版：同「日本宰相列伝1」 1985
- 『現代政治の実態 その理論的背景と現実』有信堂 1958
- 『現代思想としての民主社会主義』有信堂(文化新書) 1960
- 『政治家の群像』池田書店 1960
- 『議会政治と大衆行動』有信堂(文化新書) 1960
- 『外国の良さ日本の良さ』池田書店 1961
- 『戦後日本政党史』社会思潮社 1961
- 『診断・日本の政治体質』論争社(ぺりかん・しんしょ) 1961
- 『日本の中立は可能か』論争社(ぺりかん・しんしょ) 1962
- 『星亨』（人物叢書）吉川弘文館 1963、新装版 1987 ISBN　9784642051057、オンデマンド版　2020　ISBN　9784642751056
- 『松岡駒吉伝』経済往来社 1963
- 『労働運動の思想的背景』有信堂(文化新書) 1964
- 『戦後民主的労働運動史 同盟会議への歩み』日刊労働通信社 1964
- 『国際情勢と憲法問題』有信堂(文化新書) 1964
- 『満州事変』日本教文社(日本人のための国史叢書) 1965
- 『入門政治学』東洋経済新報社 1965
- 『選挙戦 勝つ選挙・負ける選挙』講談社 1965
- 『国際政治読本 戦争と平和のみかた』野田経済社(野田経済読本シリーズ) 1965
- 『日本政治史読本』東洋経済新報社(読本シリーズ) 1966
- 『権謀 家康とスターリン』人物往来社 1967
- 『政治学の基礎』有信堂 1967
- 『若い思想の旅路 根っこ文庫』太陽社(太陽選書) 1967
- 『天皇制ファシズム論』原書房 1967
- 『核なき日本の進路』日本教文社 1968
- 『安保なぜなぜならば』有信堂 1969
- 『近代日本政治史の展開』慶応義塾大学法学研究会 1970
- 『体制の選択 現代日本の進路』原書房 1970
- 『国家への視座』自由社(自由選書) 1971
- 『日本国益論』自由社(自由選書) 1972
- 『嵐に耐えて 昭和史と天皇』PHP研究所 1972
- 『日本人を動かすもの 無私・気と集団エクスタシー』日本教文社 1973
- 『学生生活方法論 学習・リポート・ゼミ』慶応通信 1974
- 『政治学を学ぶために』有信堂 1974
- 『日本的リーダーの条件』PHP研究所 1975
- 『伊勢志摩歴史紀行』秋田書店 1975
- 『政治文化論 政治的個性の探究』東洋経済新報社 1976、講談社学術文庫 1985　ISBN　9784061586970
- 『宰相の条件』PHP研究所 1976
- 『政党なき時代 天皇制ファシズム論と日米戦争』毎日ワンズ 2009　ISBN　978-4-901622-43-1

### 共編著
- 『日本社会主義政党史』中村勝範共著 経済往来社 1966
- 『自衛隊と憲法の解釈』林修三共編著 有信堂 1967
- 『日米安保肯定論』1967 (有信堂叢書)
- 『日本の選挙構造』原書房 1968
- 『西尾末広想い出の人』対談・西尾末広 民主社会主義研究会議 1968
- 『昭和陸軍秘史』番町書房 1968
- 『昭和海軍秘史』番町書房 1969
- 『日本における政党と政治意識』慶応義塾大学法学研究会(慶応義塾大学法学研究会叢書) 1971
- 『国家と教育 教科書裁判に関連して』利光三津夫共著 第一法規出版 1972
- 『現代の政治学』飯坂良明・井出嘉憲共著 学陽書房 1972
- 『戦後日本政治史』上条末夫共著 有信堂 1973
- 『現代日本の政治文化』ミネルヴァ書房 1975
- 『西村栄一伝 激動の生涯』高橋正則共編著 富士社会教育センター 1980.11

### 翻訳
- ウィルヘルム・マトゥール『ドイツ社会民主党 その発展と本質』論争社 (論争叢書) 1960
- フェルジナンド・ペルートカ『民主主義宣言』論争社(ぺりかん・しんしょ) 1961
- ダグラス・H.メンデル『日本・世論と外交』堀江湛共訳 時事通信社 1963

## 記念論集
- 『現代社会主義論 中村菊男先生追悼論文集』同刊行会編、新有堂 1978.5

## 評伝
- 城島了『オーウェルと中村菊男 共産主義と闘った民主社会主義者』 自由社、2002

元文藝春秋の編集者、仙頭寿顕のペンネーム
- 清滝仁志『中村菊男 政治の非合理性に挑んだ改革者』 啓文社書房、2023